# Onderscheidingsvlag Staatssecretaris van Defensie (Nederland)
De onderscheidingsvlag van de Nederlandse staatssecretaris van Defensie is op 20 oktober 1971 bij koninklijk besluit, nummer 55, vastgesteld als onderscheidingsvlag van de Staatssecretaris van het departement van Defensie. Dit is de enige Nederlandse staatssecretaris met een eigen onderscheidingsvlag.

## Beschrijving
De officiële beschrijving luidt:
Rechthoekig verdeeld in 7 evenwijdige horizontale banen van gelijke hoogte in de kleuren van boven naar beneden: rood, wit, blauw, wit, rood, wit, blauw.

## Voormalige vlaggen
Van 1941 tot 1959 was het Ministerie van Defensie opgesplitst in twee departementen: het Ministerie van Oorlog en het Ministerie van Marine. Vanaf 1949 had het Ministerie van Oorlog een staatssecretaris. Ook het Ministerie van Marine had tot de opheffing ervan in 1959 een staatssecretaris. Vanaf 1959 zijn er in diverse kabinetten meerdere staatssecretarissen van Defensie tegelijkertijd in functie geweest. Van 1964 tot 1971 hadden de drie verschillende krijgsmachtdelen Koninklijke Marine, Koninklijke Landmacht en Koninklijke Luchtmacht ieder hun eigen staatssecretaris.
| Vlag | Gebruik                                                               | Beschrijving |
| ---- | --------------------------------------------------------------------- | --- |
|      | Staatssecretaris van Marine (1949-1971)                               | Vastgesteld bij Koninklijk Besluit van 3 september 1949, Staatsblad J414. De (niet officiële) beschrijving luidt: De vlag bestaat uit zeven banen: rood, wit,blauw, wit, rood, wit, blauw, alle lopende in de lengte en van gelijke breedte; in het midden bevindt zich een cirkelvormig wit veld, dat beladen is met twee gekruiste ankers in zwart. |
|      | Staatssecretaris van Oorlog (1949-1959)                               | Vastgesteld bij Ministeriële Beschikking van 26 juli 1949, Kabinet, nummer 51. De officiële beschrijving luidt: De breedte van de onderscheidingsvlag is 3/4 gedeelte van de lengte. De vlag bestaat uit zeven banen: rood, wit,blauw, wit, rood, wit, blauw, alle lopende in de lengte en van gelijke breedte; in het midden bevindt zich een cirkelvormig wit veld, waarvan de middellijn 1/20 deel kleiner is dan de gezamenlijke breedte van drie banen en dat beladen is met de leeuw uit het Nederlandse wapen in rode kleur. |
|      | Staatssecretaris van Defensie voor de Land- en Luchtmacht (1959-1963) | Vastgesteld bij Koninklijk Besluit van 31 december 1959, nummer 28, Staatsblad 514. De officiële beschrijving luidt: Rechthoekig, verdeeld in zeven evenwijdige horizontale banen van gelijke hoogte in de kleuren van boven naar beneden: rood, wit, blauw, wit, rood, wit, blauw. In het midden van de middelste drie banen is een witte cirkel uitgespaard, waarvan de middellijn 96/100 van de hoogte dezer banen bedraagt. Deze witte cirkel is beladen met de leeuw uit het Rijkswapen van goud, vergezeld aan de bovenzijde van de luchtmachtadelaar van hetzelfde en aan de onderzijde van de wapenspreuk "JE MAINTIENDRAI" in latijnse letters van sabel op een lint van goud. |
|      | Staatssecretaris van Defensie voor de Landmacht (1963-1971)           | Vastgesteld bij Koninklijk Besluit van 13 december 1963, Staatsblad 587. De officiële beschrijving luidt: Rechthoekig, verdeeld in zeven evenwijdige horizontale banen van gelijke hoogte in de kleuren van boven naar beneden: rood, wit, blauw, wit, rood, wit, blauw. In het midden van de middelste drie banen is een witte cirkel uitgespaard, waarvan de middellijn 96/100 van de hoogte dezer banen bedraagt. Deze witte cirkel is beladen met de leeuw uit het Rijkswapen in goud met aan de onderzijde de wapenspreuk "JE MAINTIENDRAI" in latijnse letters van sabel op een lint van goud.                                                                                    |
|      | Staatssecretaris van Defensie voor de Luchtmacht (1963-1971)          | Vastgesteld bij Koninklijk Besluit van 13 december 1963, Staatsblad 587. De officiële beschrijving luidt: Rechthoekig, verdeeld in zeven evenwijdige horizontale banen van gelijke hoogte in de kleuren van boven naar beneden: rood, wit, blauw, wit, rood, wit, blauw. In het midden van de middelste drie banen is een witte cirkel uitgespaard, waarvan de middellijn 96/100 van de hoogte dezer banen bedraagt. Deze witte cirkel is beladen met een vliegende adelaar waarboven de Koninklijke kroon, het geheel in goud. |

## Afmetingen
Bij een bezoek aan een inrichting, voer-, vaar- of vliegtuig van de Koninklijke Marine wordt gevlagd met vlaggen van de afmetingen in onderstaande tabel:
| Categorie | Beschrijving                                                                                  | Grootte    | Lengte   | Hoogte |
| --------- | --------------------------------------------------------------------------------------------- | ---------- | -------- | ------ |
| 1         | Bevoorradingsschepen (en groter), fregatten                                                   | 3 kleeds   | 225 cm   | 150 cm |
| 2         | Onderzeeboten, mijnenjagers, oceanografische vaartuigen, opnemingsvaartuigen, logementschepen | 1,5 kleeds | 112,5 cm | 75 cm  |
| 3         | Landingsvaartuigen, kust-havensleepboten, overige hulpschepen                                 | 1,5 kleeds | 112,5 cm | 75 cm  |
| 5         | Sloepen/Rhibs                                                                                 | maat A     | 45 cm    | 30 cm  |
| 6         | Motorrijtuigen                                                                                | maat A     | 45 cm    | 30 cm  |

Voor categorie 4 (inrichtingen) staan de afmetingen niet in het voorschrift gespecificeerd, maar gebruikelijk is voor dit doel een 3 kleedsvlag toe te passen.